# Дифференциальное включение (математика)
Дифференциальное включение — обобщение понятия дифференциального уравнения:
{\displaystyle {\frac {dx}{dt}}\in F(t,x),\qquad (*)}
где правая часть (*) есть многозначное отображение, ставящее в соответствие каждой паре переменных {\displaystyle t\in \mathbb {R} } и {\displaystyle x\in \mathbb {R} ^{n}} непустое компактное множество {\displaystyle F(t,x)} в пространстве {\displaystyle \mathbb {R} ^{n}.}
Решением дифференциального включения (*) обычно называют абсолютно непрерывную функцию {\displaystyle x(t),} которая удовлетворяет данному включению при почти всех значениях {\displaystyle t.} Такое определение решения связано, прежде всего, с приложениями дифференциальных включений в теории управления.
Зарождение теории дифференциальных включений связывают обычно с именами французского математика Маршо (Marchaud) и польского математика Станислава Заремба (работы середины 1930-х годов), однако широкий интерес к ним возник только после открытия принципа максимума Понтрягина и связанным с ним интенсивным развитием теории оптимального управления. Дифференциальные включения используются также как инструмент исследования дифференциальных уравнений с разрывной правой частью (А. Ф. Филиппов) и в теории дифференциальных игр (Н. Н. Красовский).

## Связь дифференциальных включений с управляемыми системами
Рассмотрим управляемую систему
{\displaystyle {\frac {dx}{dt}}=f(t,x,u),\quad u(t)\in U,\qquad (**)}
где {\displaystyle U\subset \mathbb {R} ^{m}} есть некоторое компактное подмножество.
Систему (**) можно записать в виде дифференциального включения (*), положив {\displaystyle F(t,x)=f(t,x,U)=\{f(t,x,u)\ :\ \forall u\in U\}}. При довольно общих предположениях управляемая система (**) эквивалентна дифференциальному включению (*), т.е. для любого решения {\displaystyle x(t)} включения (*) существует такое допустимое управление {\displaystyle u(t)\in U,} что функция {\displaystyle x(t)} будет являться траекторией системы (**) с этим управлением. Это утверждение называется леммой А.Ф. Филиппова.

## Связанные понятия
Контингенция (контингентная производная) и паратингенция — обобщения понятия производной, введённые в 1930-х годах.
Контингенцией вектор-функции {\displaystyle x(t)} в точке {\displaystyle t_{0}} называется множество {\displaystyle {\textrm {Cont}}\ x(t_{0})} всех предельных точек последовательностей 
{\displaystyle {\frac {x(t_{i})-x(t_{0})}{t_{i}-t_{0}}},\quad t_{i}\to t_{0},\quad i=1,2,\ldots }
Паратингенцией вектор-функции {\displaystyle x(t)} в точке {\displaystyle t_{0}} называется множество {\displaystyle {\textrm {Parat}}\ x(t_{0})} всех предельных точек последовательностей 
{\displaystyle {\frac {x(t_{i})-x(t_{j})}{t_{i}-t_{j}}},\quad t_{i}\to t_{0},\quad t_{j}\to t_{0},\quad i,j=1,2,\ldots }
Контингенция и паратингенция представляют собой примеры многозначных отображений. Например, для функции {\displaystyle x(t)=|t|} в точке {\displaystyle t_{0}=0} множество 
{\displaystyle {\textrm {Cont}}\ x(0)} состоит из двух точек: {\displaystyle \pm 1,} а множество 
{\displaystyle {\textrm {Parat}}\ x(0)} является отрезком {\displaystyle [-1,+1].}
Вообще, всегда {\displaystyle {\textrm {Cont}}\subset {\textrm {Parat}}}. Если существует обычная производная {\displaystyle x'(t_{0}),} то {\displaystyle {\textrm {Cont}}\ x(t_{0})=x'(t_{0}),}
а если обычная производная {\displaystyle x'(t)} существует в некоторой окрестности точки {\displaystyle t_{0}} и непрерывна в самой этой точке, то {\displaystyle {\textrm {Cont}}\ x(t_{0})={\textrm {Parat}}\ x(t_{0})=x'(t_{0})}.